# José Imbelloni
José Imbelloni (Lauria, 29 agosto 1885 – Buenos Aires, 1967) è stato un antropologo, etnologo e paleontologo italiano naturalizzato argentino, fra i più noti dell'America Latina. Fu uno dei pionieri della paleoantropologia hispano-americana.

## Biografia
Iniziò gli studi di medicina a Perugia interrompendoli dopo appena tre anni senza laurearsi. Nel 1908 si trasferì in Argentina dove apprese lo spagnolo e lavorò a Buenos Aires come corrispondente di un giornale milanese. Nel 1915 tornò in Italia e si iscrisse alla facoltà di scienze naturali presso l'Università di Padova dove si laureò nel 1920. Tornato l'anno successivo in Argentina ottenne prima un incarico come professore di antropologia nella facoltà di Lettere e Filosofia dell'Università di Buenos Aires, poi, nel 1933, una cattedra per l'insegnamento della stessa materia presso lo stesso Ateneo. Successivamente fu anche nominato massimo responsabile della sezione di antropologia del Museo di Scienze naturali di Buenos Aires e Membro dell'Accademia Nazionale di Storia. Fu il più noto antropologo d'Argentina fra gli anni venti e sessanta del Novecento. Si spense a Buenos Aires nel 1967.

## Ricerche e studi antropologici
Imbelloni fu un convinto assertore dell'impiego congiunto di etnologia, linguistica e paleontologia nelle ricerche antropologiche oltreché un pioniere degli studi di antropologia relativi all'età preistorica per tutta l'America meridionale. Si fece conoscere a livello internazionale con un saggio sulla presenza umana in età neolitica nella zona centrale dell'Argentina e in Patagonia, sviluppando successivamente tale tema ed estendendolo ad altre zone del continente (El hombre neolitico, 1923).
Elaborò la teoria, che divulgò soprattutto con La esfinge indiana (1926) e El poblamiento primitivo de Ámerica (1943), secondo la quale le Americhe furono popolate in epoca preistorica e protostorica da vari gruppi umani di diversa origine e procedenza. Per quanto riguarda più specificamente la parte meridionale del continente, fra le etnie che contribuirono in maggior misura al suo popolamento si segnalarono quella melanesiana, polinesiana, mongola, esquimese e indonesiana. Le trasmigrazioni si realizzarono in diverse ondate e in un arco di tempo che si protrasse per alcuni millenni. Fu tra i primi a sostenere l'importanza dell'Oceano Pacifico, come itinerario alternativo allo stretto di Bering, per tali trasmigrazioni.
In epoca peronista, Imbelloni fu avversato dalla sinistra argentina e in particolare dal partito comunista e non poche polemiche suscitarono i suoi studi sulla composizione della popolazione effettuati per conto di un Istituto governativo di Buenos Aires (in particolare La formación racial Argentina, se reanuda la inmigración, 1947), tendenti a dimostrare l'assoluta predominanza dei caratteri razziali latini (italici ed ispanici in particolare) rispetto a quelli di altri gruppi etnici immigrati e delle etnie indigene autoctone. Le ricerche dell'antropologo ispirarono la legislazione peronista sull'immigrazione, riapertasi massicciamente subito dopo la seconda guerra mondiale.

## Opere pubblicate (selezione)
- Habitantes neolíticos, Buenos Aires, 1923
- La esfinge indiana, Córdoba (Argentina), 1926
- Formas, esencia y metódica de las deformaciones cefálicas intencionales, Revista del Instituto de Antropología, San Miguel de Tucumán, Ed. Universidad de Tucumán, I, 1-37, 1938
- El poblamiento primitivo de Ámerica (The Peopling of America) da Acta Americana vol. 1, no. 3, Buenos Aires, 1943
- La formación racial Argentina. Se reanuda la inmigración, sta in: Argentina en Marcha (Tomo I, pag.223-308), Buenos Aires, Comisión Nacional de Cooperación Intelectual, 1947
- Civiltà andine, creazioni plastiche e stili degli antichi popoli delle Ande, Firenze, Sansoni, 1960

## Collaborazioni
- Renato Biasutti con la collaborazione di Raffaello Battaglia e José Imbelloni, Le razze e i popoli della terra, vol. III, Oceania, America, Torino, Utet, Unione Tipografica Editoriale Torinese, 1941
- AA.VV. Religiones de America n°12 (Imbelloni scrisse la parte relativa a: La tradición peruana de las cuatro edades del mundo), Mendoza, Instituto De Etnografia Americana (Universidad Nacional de Cuyo), 1944